# Christian Friedrich Ahrenkiel

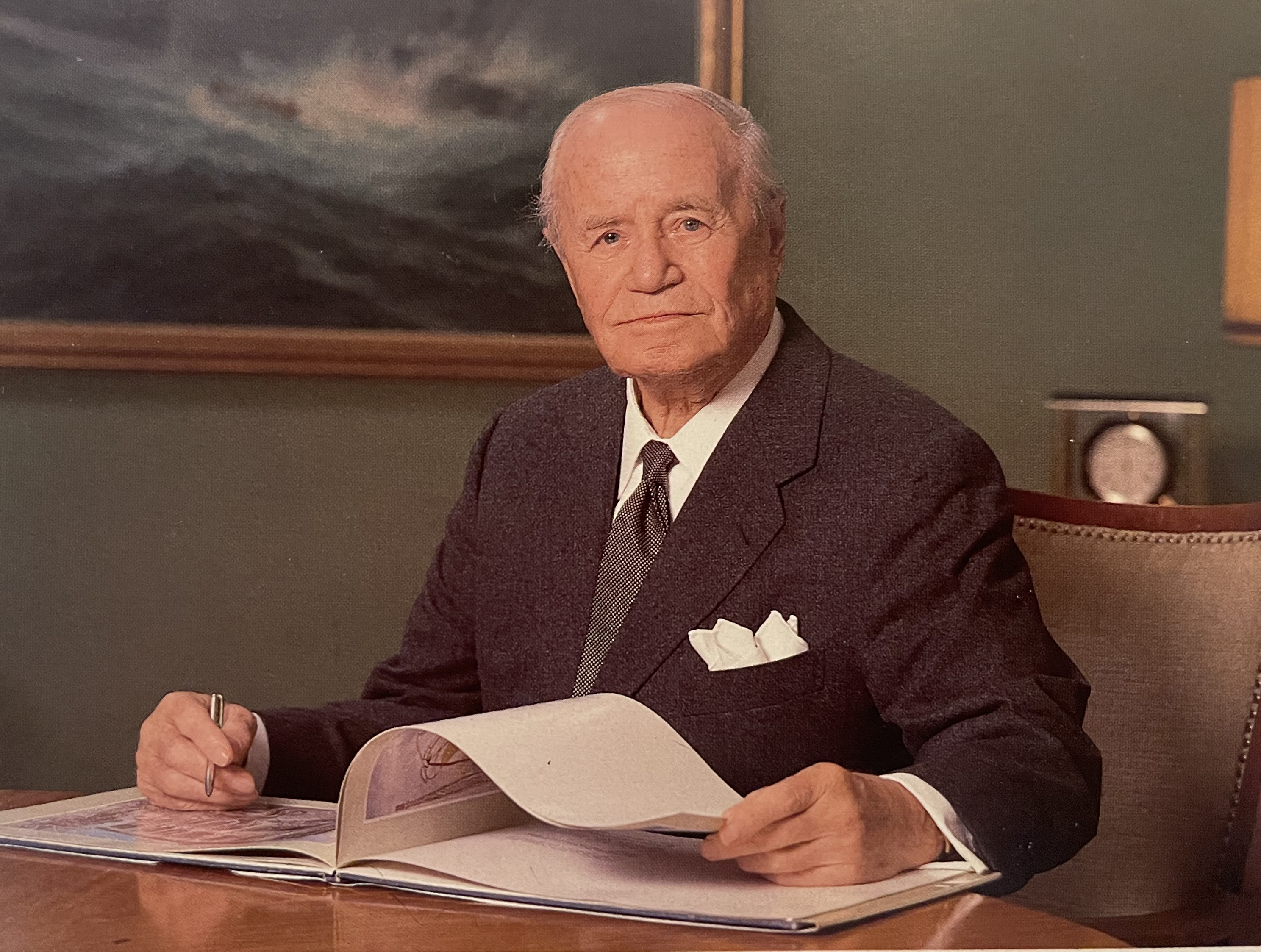
Christian F. Ahrenkiel

Christian Friedrich Ahrenkiel (* 17. Juli 1904 in Apenrade; † 6. Januar 1993 in Hamburg) war ein deutscher Unternehmer.

## Leben
Christian F. Ahrenkiel war der Sohn von Jørgen Hansen Ahrenkiel (1862–1924) und dessen Frau Anna Magdalene, geborene Bruhn (1866–1935). Verheiratet war er in erster Ehe mit Anna Ahrenkiel, nach deren Tod in zweiter Ehe mit Valda Ahrenkiel.
Ahrenkiel war von 1942 bis 1950 Mitglied des Vorstandes der Hamburg-Amerika-Linie. Im Jahr 1950 gründete er die Reederei Ahrenkiel-Gruppe. Er war außerdem stellvertretender Vorsitzender des Beirats der Nordstern-Versicherungen. Von 1945 bis 1966 war er Mitglied im Verband Deutscher Reeder.
Ahrenkiel starb Anfang Januar 1993. Er wurde auf dem Friedhof Blankenese bestattet.